# Пим, Джон
Джон Рут Пим (англ. John Pym; 1584 — 8 декабря 1643) — английский политический деятель, лидер Долгого парламента, красноречивый критик королевской власти. Приказ Карла I об аресте Пима и ещё 4 членов парламента послужил поводом к Английской революции.
Учился в Пемброк-колледже в Оксфорде; занимал одно время должность в казначействе, где, вероятно, приобрёл отличавший его финансовый опыт. В 1621 году Пим вступил в парламент и скоро выдвинулся как один из вожаков оппозиции. В 1626 году Пим был в числе обвинителей Бекингема; в 1628 году стоял за Петицию о правах. С момента созвания короткого парламента (1640) начинается влияние Пима. Он произнёс длинную речь о злоупотреблениях королевского управления в беспарламентский период и предложил поставить заключение мира с Шотландией условием выдачи королю субсидий.
Во время роспуска Короткого парламента Пим вместе с С. Джоном составил петицию для 12 пэров, в которой они настаивали на отмене злоупотреблений в созыве нового парламента. Пим объехал почти всю Англию, популяризировал свои принципы и вербовал сторонников.
В Долгом парламенте (ноябрь 1640) Пим выступил обвинителем Страффорда и провёл требование трёхлетних парламентских периодов. В процессе Страффорда Пим сначала настаивал, вопреки большинству своей партии, на обвинении в государственной измене, но за невозможностью подвести действия обвиняемого под закон должен был согласиться на осуждение его палатой посредством bill of attainder. Выражая стремление парламентского большинства ограничить королевский произвол, Пим требовал ответственности министров перед парламентом.
Ему не удалось достигнуть соглашения между двумя партиями, образовавшимися по церковному вопросу. При составлении Великой ремонстрации (ноябрь 1641) взяло верх поддержанное им предложение подчинить церковь контролю парламента. Следствием ремонстрации была неудавшаяся попытка короля арестовать Пима вместе с другими членами парламента под предлогом обвинения в измене. Депутаты, над которыми нависла угроза ареста, укрылись в Сити; за ними последовал парламент. По удалении короля из Лондона Пим стал главным руководителем парламентской политики.
Его важнейшими достижениями стали: заключение союза с шотландскими пресвитерианцами и искусные финансовые меры, которые сделали возможным продолжение войны. «Король Пим», как его называли сторонники, не дожил до торжества парламента. Его можно признать одним из основателей парламентского правления в Англии; под влиянием его искусной тактики парламент впервые начинает действовать методически, вырабатывает твёрдые приёмы. Пим был далёк от политического и церковного радикализма и всегда искал опоры в традиции и законе; только невозможность соглашения с королём заставила его перейти к новому принципу парламентского верховенства.